# 장전랑
장전랑(중국어: 張振朗, 영문명은 Owen Cheung,  1987년 7월 20일 ~ )은 홍콩의 남성 영화 배우, 텔레비전 연기자, 가수이다.

## 생애
홍콩 디자인 학교(Hong Kong Design Institute)를 졸업한 장전랑은 19세 때인 2006년 뉴 탤런트 싱잉 어워드(New Talent Singing Awards)를 통해 연예계에 입문했다. 2010년에는 TVB 예능반에 오디션을 보고 1년 만에 졸업했다.
청은 지난 2012년 시트콤 컴홈 러브를 통해 연기 데뷔를 했다. 그는 여러 TV 드라마에서 단역을 맡았다. 청은 2014년 버라이어티 쇼 워크 더 워크, 토크 더 토크에 출연하여 인기를 얻었다. 청청은 드라마 승리의 하늘 II에서 캡틴 쿨 역으로 청칠람을 연기했다.
2017년, 청은 법률 드라마 리걸 매버릭스(Legal Mavericks)에서 형사 "고고 쿳얏하("Gogo" Kut Yat-ha)로 역할을 인정받아 2017년 스타허브 TVB 어워드(StarHub TVB Awards)에서 내가 가장 좋아하는 TVB 조연상을 수상했다. 2019년 드라마 '바오 정의: 원년'과 '그녀의 목소리를 찾아서'로 연기를 펼치며 2019년 TVB 기념일 최우수 남우주연상을 수상했다.
2020년, 청은 코미디 드라마 알 카푸치노에서 역할로 2020년 TVB 기념일 어워즈에서 가장 인기 있는 남자 캐릭터상을 수상했다. 그는 또한 빈센트 웡(Vincent Wong) 및 브라이언 추(Brian Chu)와 함께 가장 인기 있는 온스크린 파트너십 상을 수상했다.